# Bladåkersby
Bladåkersby är kyrkbyn i Bladåkers socken i Uppsala kommun i Uppland.
Här ligger Bladåkers kyrka. 
Byn ligger mellan Alunda och Knutby.